# عمران یعقوب خان
عمران یعقوب خان روزنامه‌نگار، تحلیلگر، نوازنده و پخش از پاکستان است. او در حال حاضر در جی این تلویزیون به عنوان مدیر عامل شرکت خدمت می‌کند. او مدیر مؤسس کانال‌های تلویزیونی پیشرو در پاکستان و تلویزیون ۹۲ تلویزیون بود. ایمان یوکوب به عنوان یک نویسنده ویژگی روزانه جان لاهور، مقالات بسیاری در موضوعات مختلف نوشت. او همچنین به عنوان معاون رئیس‌جمهور مطبوعات لاهور لاهور خدمت کرد.

## زندگی زودهنگام
عمران یعقوب خان در روز ۲۶ آوریل ۱۹۷۰ در لاهور متولد شد و به مدرسه مرکزی مدل دولت در لاهور رفت. او در سال ۱۹۹۰ از دانشگاه کالج دولتی فارغ‌التحصیل شد و در سال ۱۹۹۳ از دانشکده انگلیسی دانشگاه پنجاب لاهور فارغ‌التحصیل شد. در سال ۲۰۰۸ او مدرک کارشناسی ارشد در دانشگاه ماساچوست را از دانشگاه پنجاب لاهور کسب کرد.

## حرفهٔ روزنامه‌نگاری

### رسانه چاپی
عمران یعقوب خان کار خود را در ژورنالیستی با گروه ژانگ از روزنامه‌ها از ۱۹۹۰ آغاز کرد، در حالی که او در دانشگاه کالج دولتی تحصیل کرد. او در روزنامه جانگ به عنوان خبرنگار و نوازنده در ماه آوریل ۲۰۰۲ خدمت کرده‌است.

### رسانهٔ الکترونیک
در ماه آوریل سال ۲۰۰۲ عمران یعقوب خان به عنوان خبرنگار، تهیه‌کننده وظیفه ای در تلویزیون ژئو اعطا شد و به تدریج به مدیر کارگردان تهیه‌کننده اعطا شد. او کارگردانی و تولید برنامه‌های بسیاری در تلویزیون جیو. وی همچنین انتقال ویژه ای را در انتخابات عمومی پاکستان انجام داد.
در سپتامبر ۲۰۰۸ او به عنوان خبرنگار جهانی تلویزیون پیوست. او به عنوان مدیر جدید و مدیر امور جاری و عملیات کارگردانی شد.
عمران یعقوب خان در ماه مه سال ۲۰۱۴ به خبرگزاری ریاست جمهوری در تلویزیون ارزش افزوده وارد شده و یک برنامه سولال پی ساوال را میزبانی کرد اما در ماه ژوئیه به ۹۲ تلویزیون منتقل شد. او در ماه نوامبر سال ۲۰۰۸ در ۹۲ تلویزیون به عنوان کارگردان کار می‌کرد. او در حال حاضر در جی این این تلویزیون به عنوان مدیر عامل شرکت خدمت می‌کند